# Giovanni Tommaso Ghilardi
Giovanni Ghilardi (Casalgrasso, 20 ottobre 1800 – Mondovì, 6 giugno 1873) è stato un vescovo cattolico italiano.
È stato vescovo di Mondovì tra il 1842 ed il  1873.

## Biografia
Di famiglia modesta, all'età di 23 anni entrò nell'Ordine dei domenicani e, compiuto il noviziato, il 25 novembre 1824 emise la professione religiosa assumendo il nome di Tommaso.
Ricevette l'ordinazione sacerdotale nel 1825.
Nel 1836 fondò a Trino Vercellese un monastero di suore con scuola per fanciulle povere annessa.
Per la sua operosità venne proposto dal re Carlo Alberto per la sede episcopale vacante di Mondovì. Fu quindi consacrato vescovo nel 1842 e resse la diocesi fino alla sua morte, avvenuta il 6 giugno 1873.
Fu tra i padri conciliari al Concilio Vaticano I, ove sostenne tenacemente la promulgazione del dogma dell'infallibilità pontificia.

## Genealogia episcopale e successione apostolica
La genealogia episcopale è:
- Cardinale Scipione Rebiba
- Cardinale Giulio Antonio Santori
- Cardinale Girolamo Bernerio, O.P.
- Arcivescovo Galeazzo Sanvitale
- Cardinale Ludovico Ludovisi
- Cardinale Luigi Caetani
- Cardinale Ulderico Carpegna

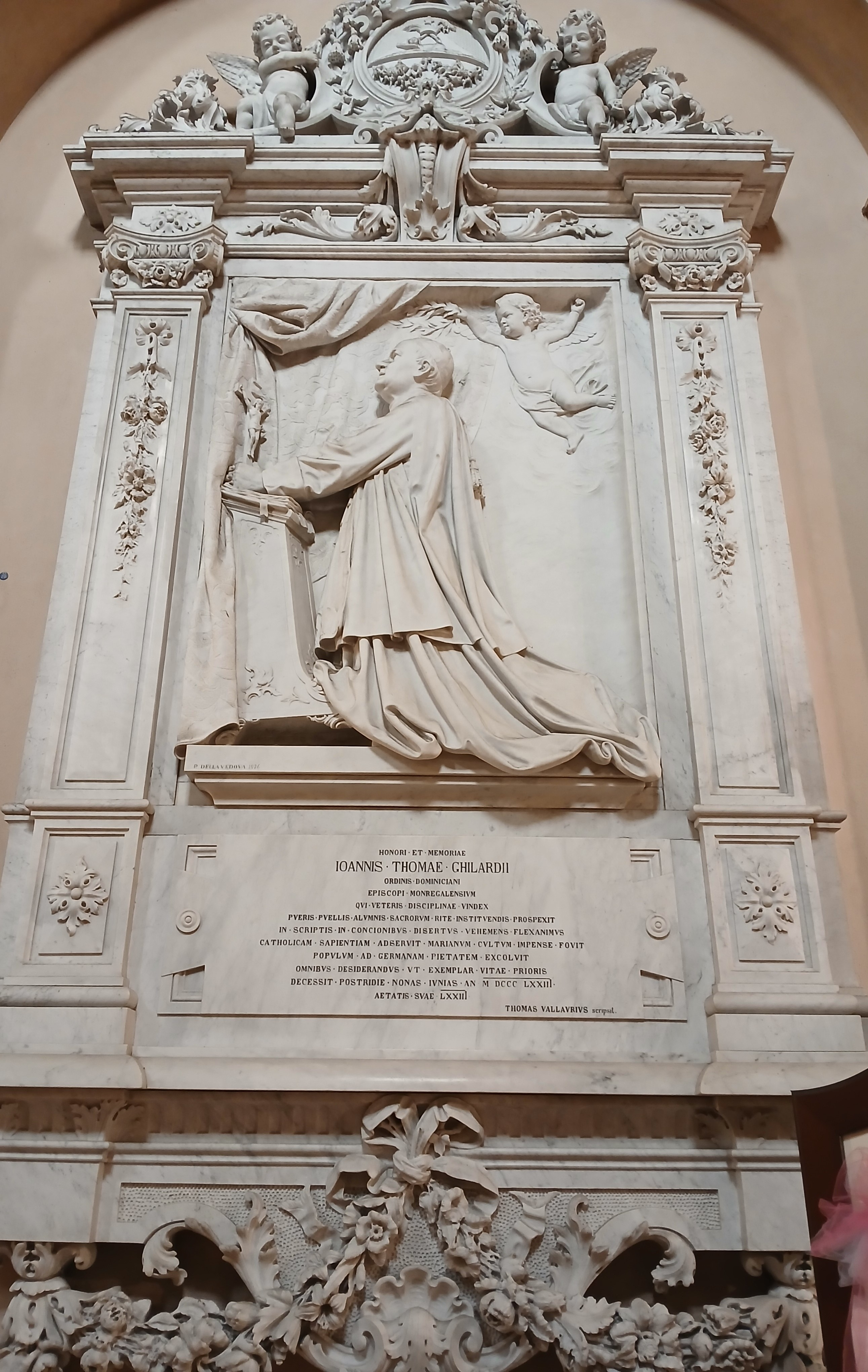
Scultura di Pietro della Vedova, con testo latino di Tommaso Vallauri, nel santuario di Vicoforte

- Cardinale Paluzzo Paluzzi Altieri degli Albertoni
- Papa Benedetto XIII
- Papa Benedetto XIV
- Papa Clemente XIII
- Cardinale Marcantonio Colonna
- Cardinale Giacinto Sigismondo Gerdil, B.
- Cardinale Giulio Maria della Somaglia
- Cardinale Luigi Lambruschini, B.
- Vescovo Giovanni Tommaso Ghilardi, O.P.

La successione apostolica è:
- Vescovo Andrea Formica (1867)
- Vescovo Eugenio Roberto Galletti (1867)